# Victor Meirelles

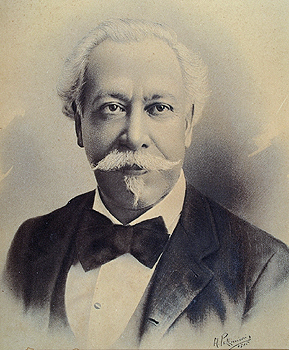
Victor Meirelles

Victor Meirelles (* 18. August 1832 in Nossa Senhora do Desterro; † 22. Februar 1903 in Rio de Janeiro) war ein brasilianischer Maler.

## Leben
Meirelles wuchs in Brasilien auf. Nach seiner Schulzeit studierte er Malerei an der Academia Imperial de Belas Artes in Rio de Janeiro und für einige Jahre in Paris und kehrte danach in sein Heimatland Brasilien zurück. Meirelles malte zahlreiche Bilder, insbesondere mit religiösen und militärischem Hintergrund.

## Auszeichnungen
- 1861 Ritter des Ordens der Rose[1]
- 1864 Ritter des Christusordens, 1872 Kommandeur, 1879 Dignitar, 1884 Großdignitar[1]

## Galerie

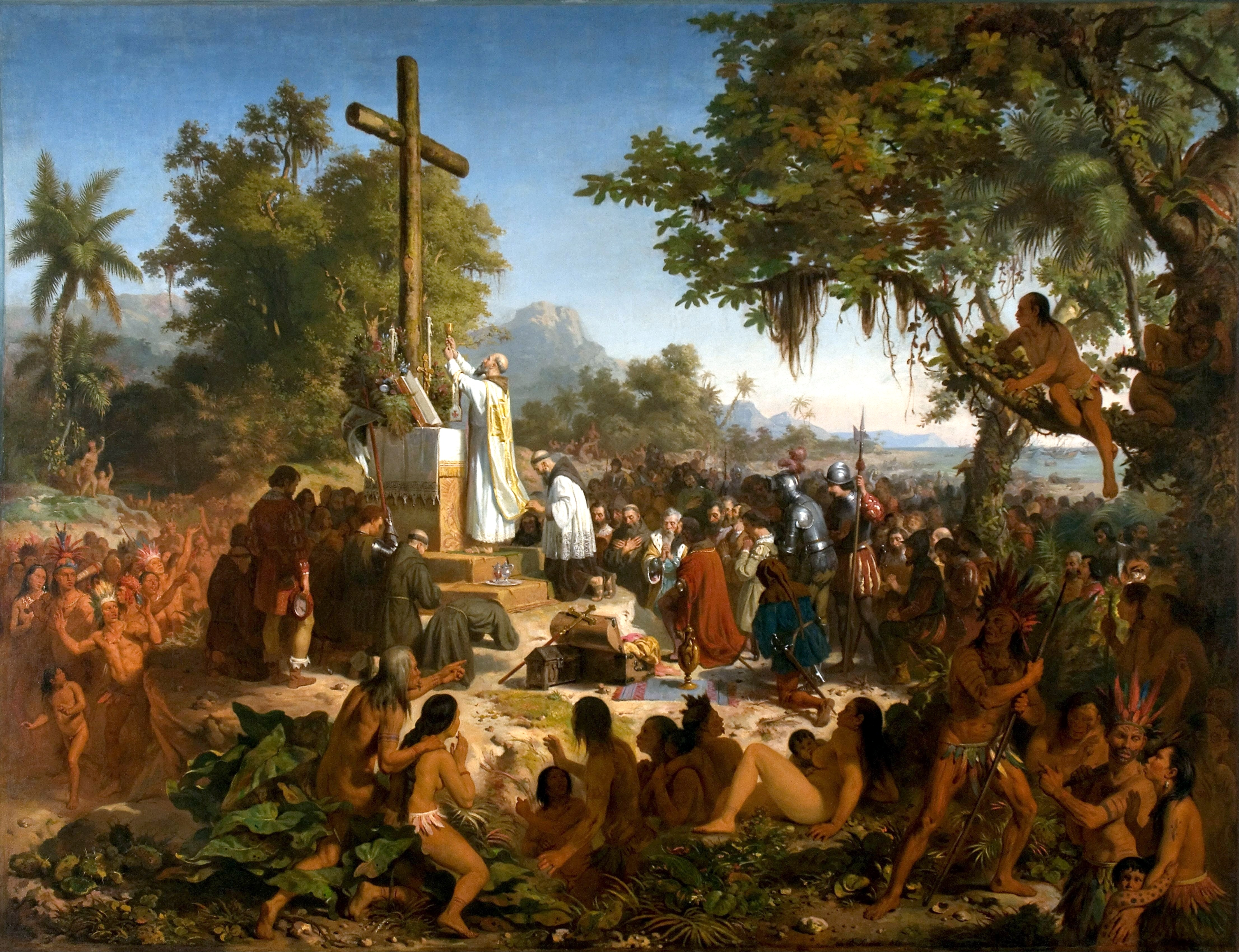
Meirelles "Die erste Messe in Brasilien", 1861
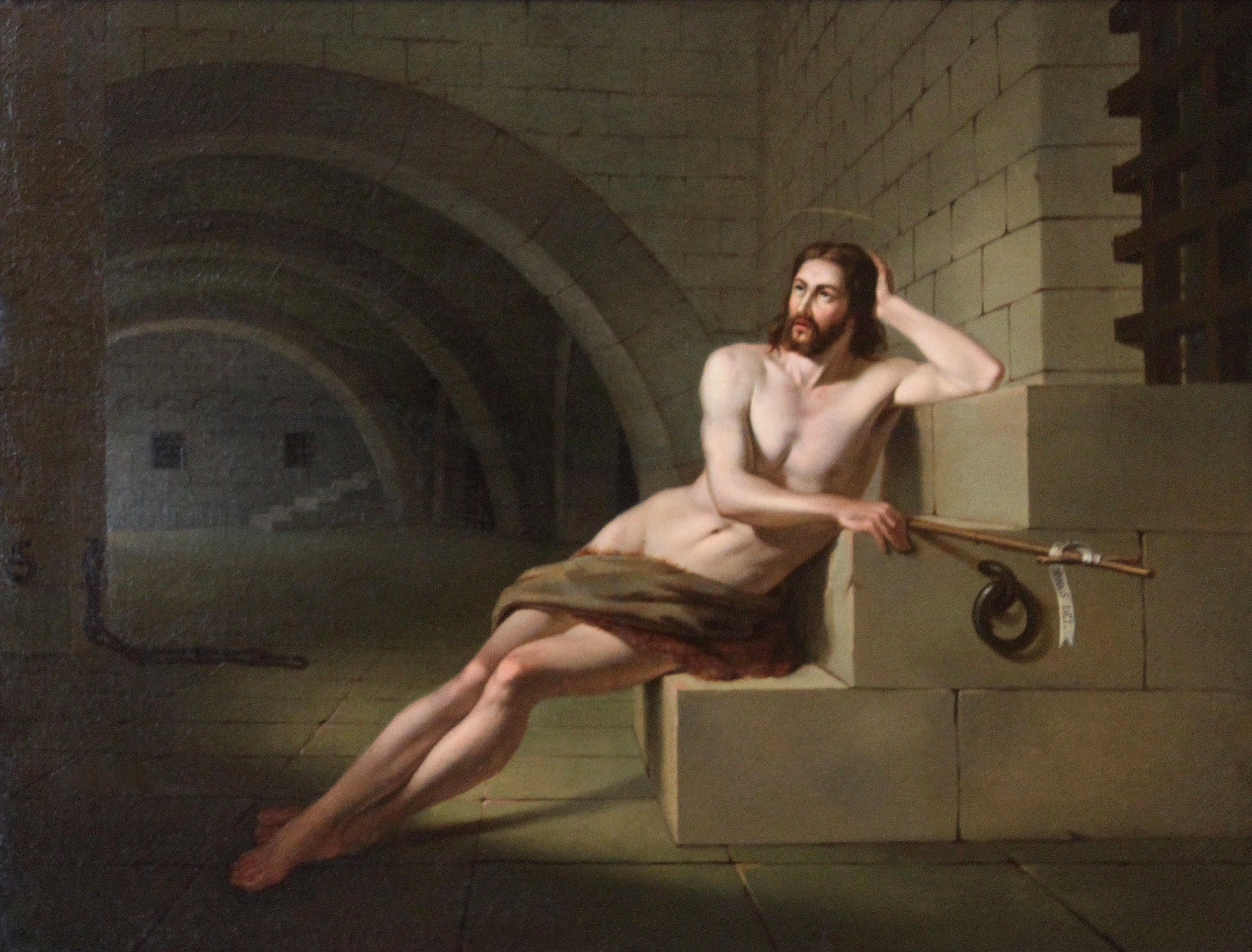
São João Batista no cárcere, 1852.  Museu Nacional de Belas Artes
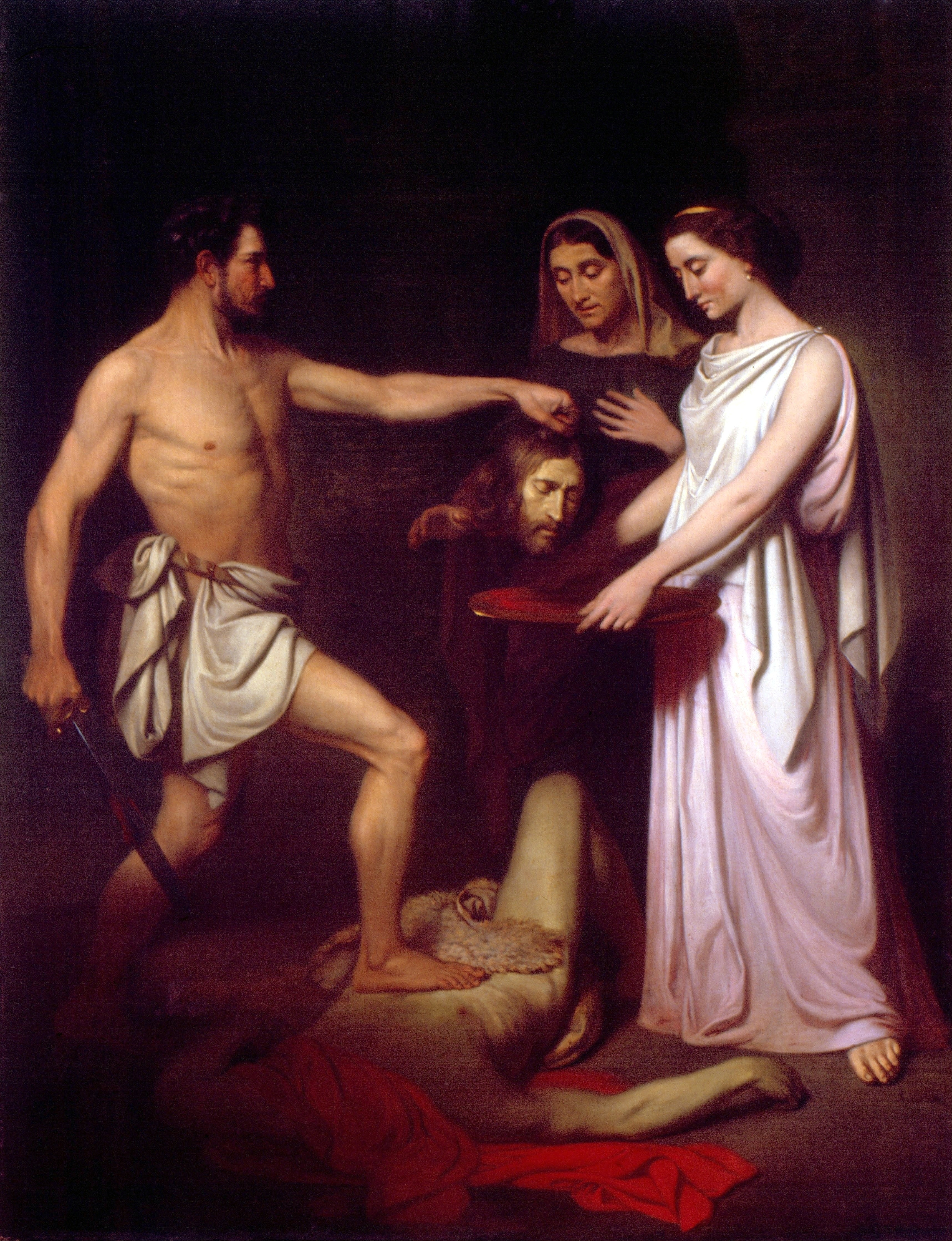
A degolação de São João Batista, 1855, Museu Victor Meirelles
Juramento da Princesa Regente, 1871. Museu Imperial
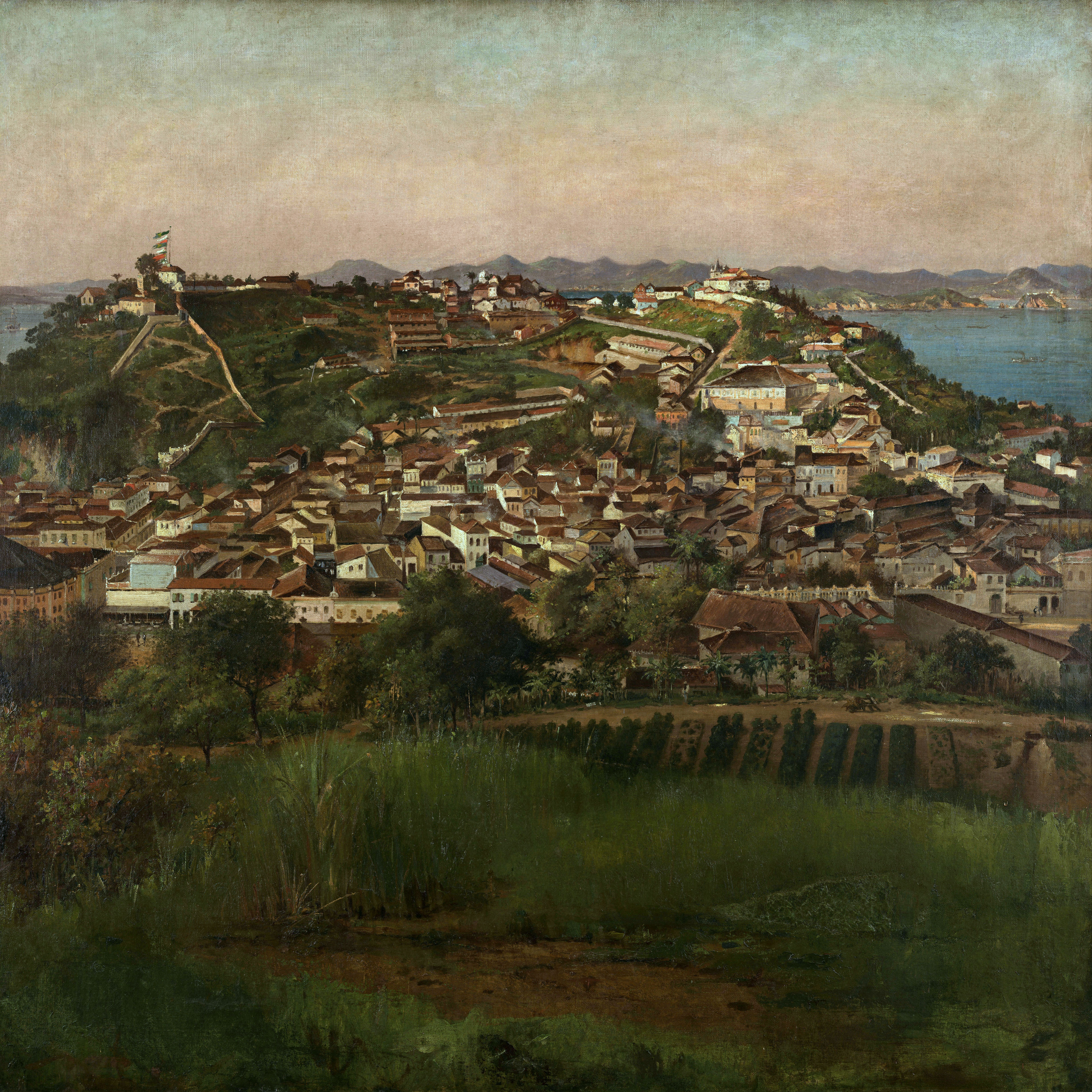
Estudo para Panorama do Rio de Janeiro, c. 1885. Museu Nacional de Belas Artes
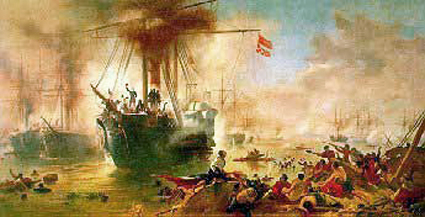
O combate naval do Riachuelo, 1882–83. Museu Histórico Nacional
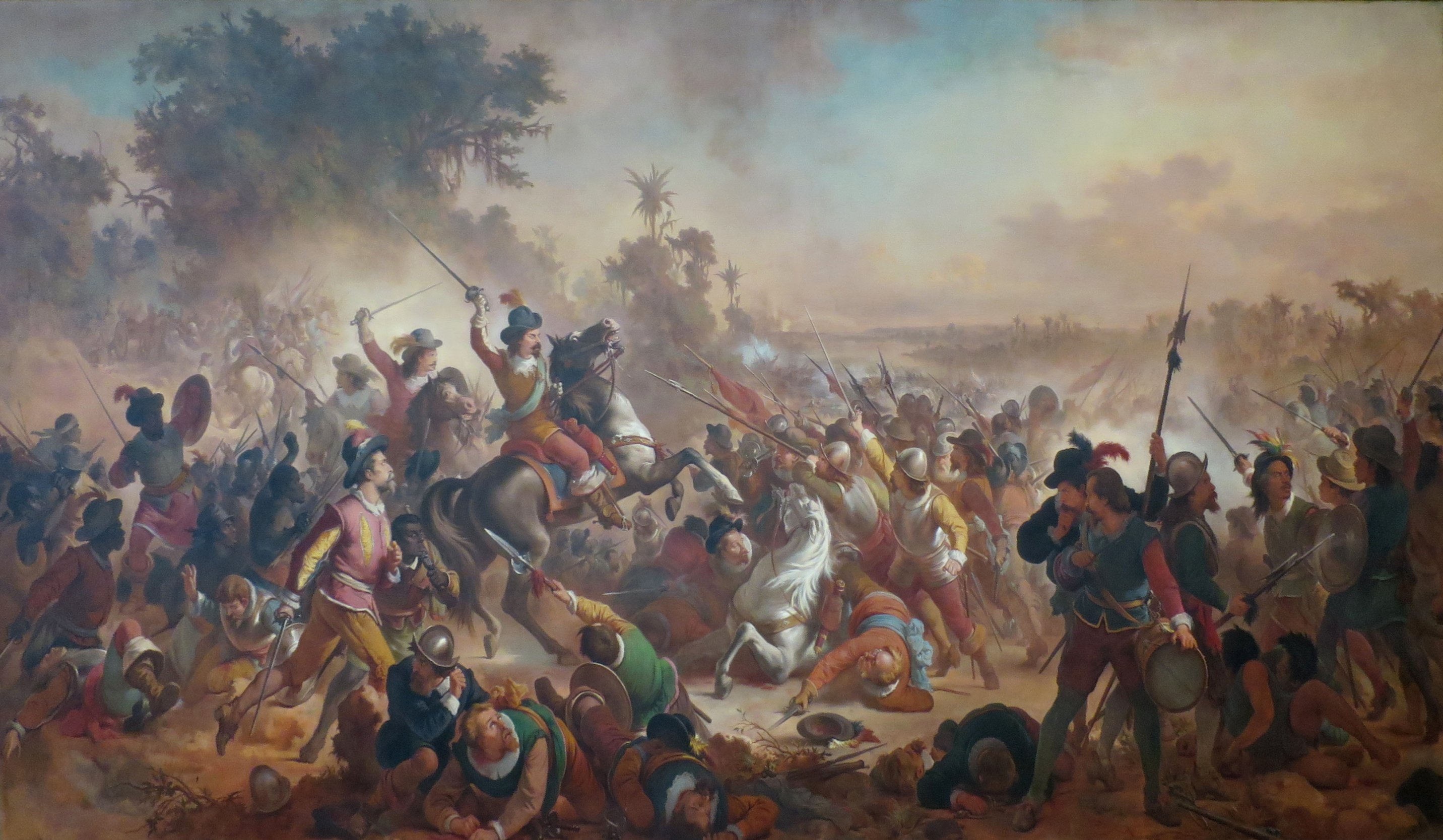
Schlacht von Guararapes, 1879. Museu Nacional de Belas Artes
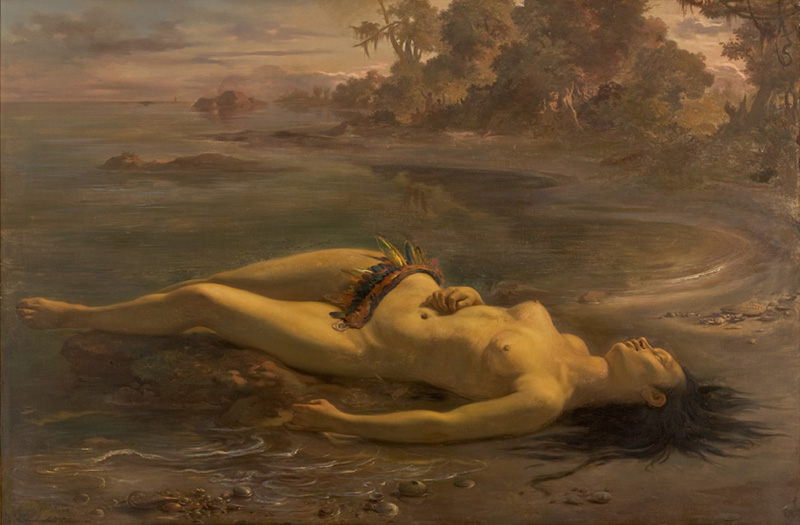
Moema, 1866. MASP
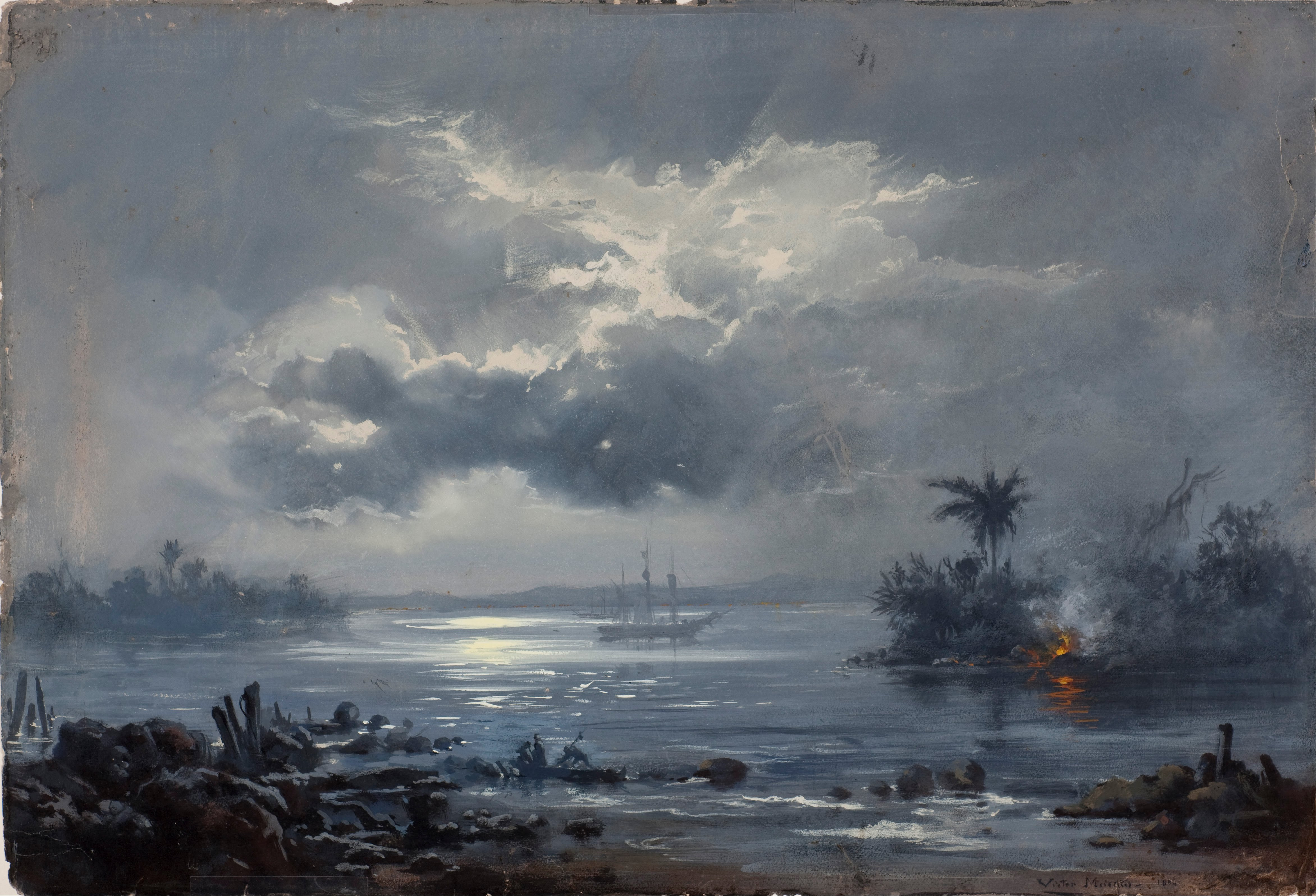
A passagem de Humaitá, 1886. Pinacoteca do Estado de São Paulo